# Boea hemsleyana
Boea hemsleyana är en tvåhjärtbladig växtart som beskrevs av Brian Laurence Burtt. Boea hemsleyana ingår i släktet Boea och familjen Gesneriaceae. Inga underarter finns listade i Catalogue of Life.

## Bildgalleri

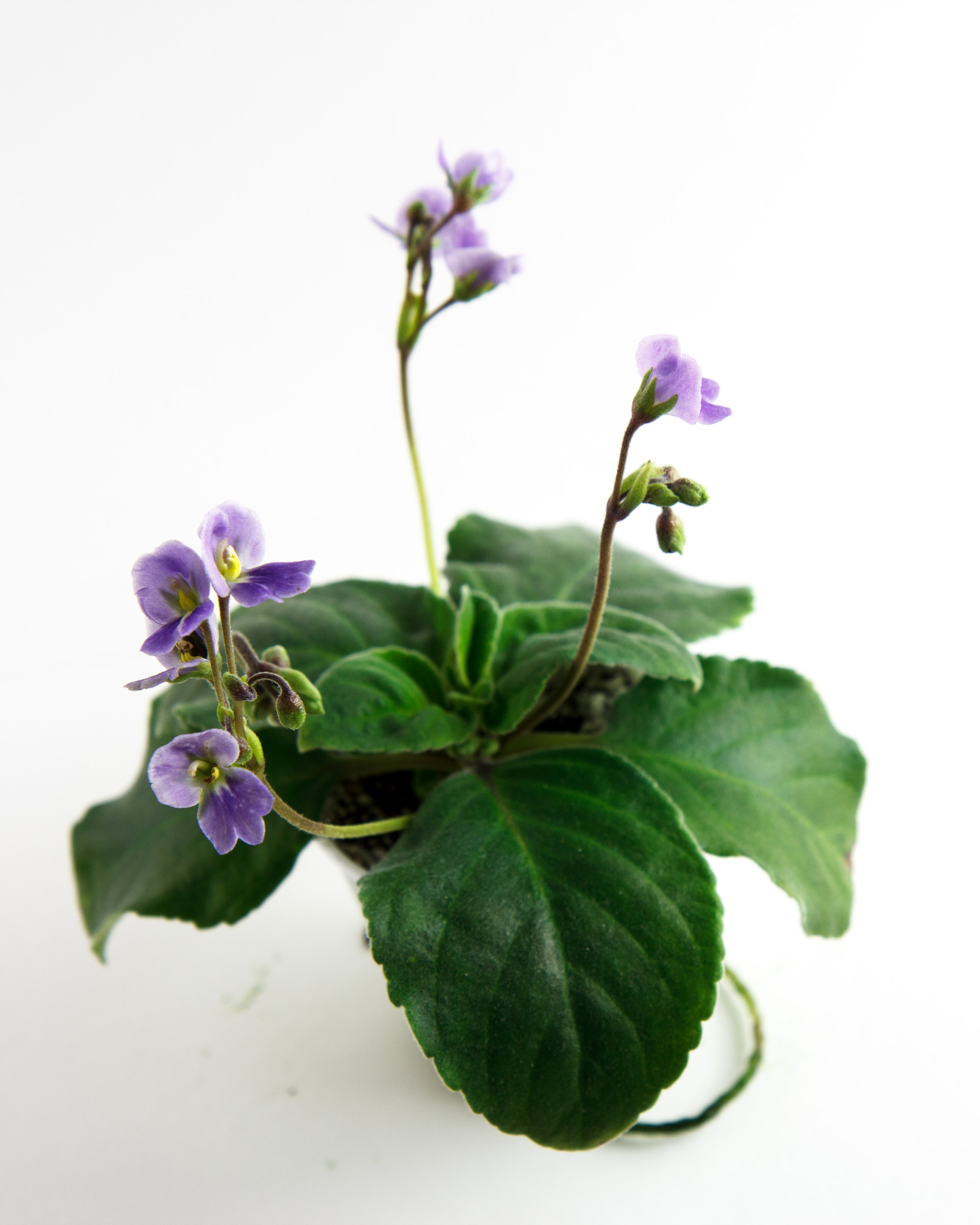
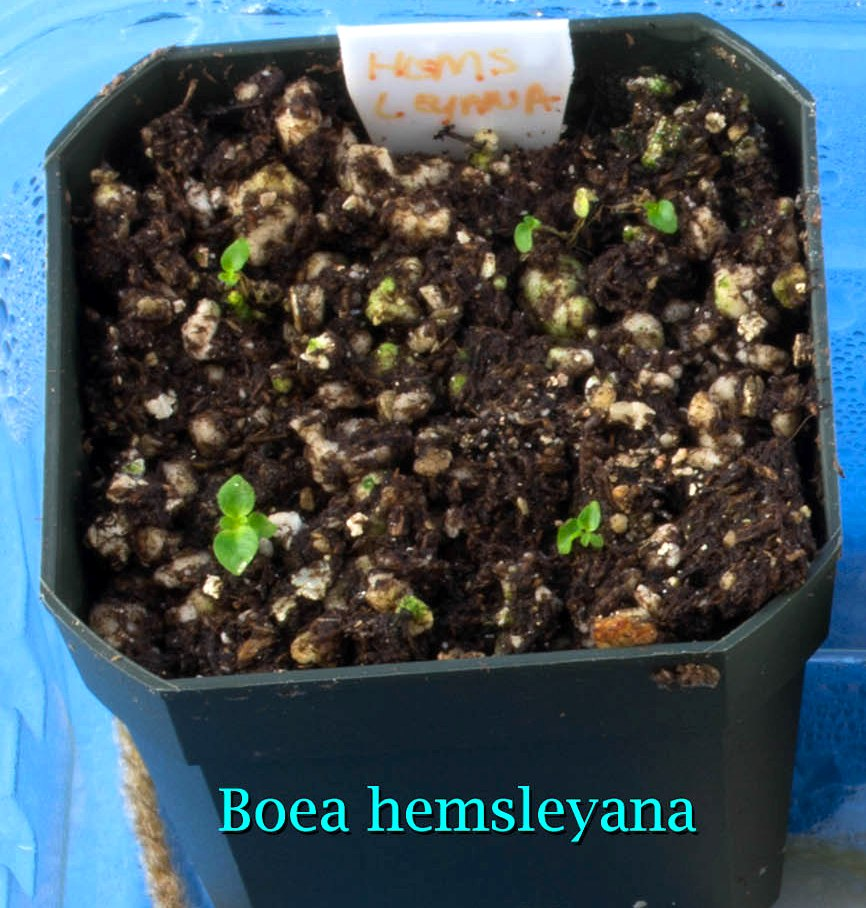